# جاك تينغل
جاك تينغل (بالإنجليزية: Jack Tingle)‏ مواليد 30 ديسمبر 1924 في بيدفورد - الوفاة 22 سبتمبر 1958، كان مدرب كرة سلة أمريكي ولاعب. بدأ مسيرته الاحترافية في سنة 1947. تم اختياره من قبل فريق واشنطن كابيتولز خلال الدرافت. حمل الرقم 19. بلغ طوله 6 قدم 4 بوصة (1.9 م). اعتزل اللعب في 1949. لعب مع واشنطن كابيتولز ولوس أنجلوس ليكرز.

## روابط خارجية
- جاك تينغل على موقع إن بي أي (الإنجليزية)
- جاك تينغل على موقع سبورتس رفرنس (الإنجليزية)
- جاك تينغل على موقع كلية كرة السلة في سبورتس رفرنس.كوم (الإنجليزية)
- جاك تينغل على موقع ريلجم (الإنجليزية)
- جاك تينغل على موقع بروبوليرز (الإنجليزية)